# كليبشامب
كليبشامب (بالإنجليزية: Clipchamp)‏ هي أداة لتحرير الفيديو عبر الإنترنت طورتها الشركة الأسترالية Clipchamp Pty Ltd. وهو برنامج تحرير غير خطي يسمح للمستخدمين باستيراد المواد الصوتية والمرئية وتحريرها وتصديرها في نافذة متصفح الإنترنت.
لدى كليبشامب مكاتب في أستراليا والفلبين وألمانيا والولايات المتحدة. وبحسب الأرقام التي نشرتها الشركة، فقد بلغ عدد مستخدميها في بداية عام 2021 أكثر من 14 مليون مستخدم حول العالم. وفي عام 2021، استحوذت شركة مايكروسوفت على كليبشامب.